# Ле Барон, Луиза
Луиза Ле Барон (англ. Louise Le Baron; 1874—1918) — американская певица (контральто), выступавшая в операх и мюзиклах в начале двадцатого века.

## Биография
Луиза Ле Барон (урожд. Шепхерд) родилась в 1874 году в Уинчестере, штат Массачусетс. Примерно с шестнадцатилетнего возраста начала петь в различных церквях в округе Бостона. Получила образование в Бостонской консерватории, обучаясь у различных преподавателей, в частности у мадам Этты Эдвардс. Сначала Ле Барон пела в Бостонской оперной труппе, затем присоединилась к знаменитой труппе Фритци Шефф. В этот период она выступила в партиях Леди Джейн в «Двух розах» Людвига Ингландера и Станислауса Штанге, на либретто Голдсмита «Она поклоняется, чтобы завоевать» и Мари-Луизы де Бувре в «Мадемуазель модистке» Виктора Герберта и Генри Блоссома. Впоследствии выступала в оперных компаниях «Касл-Сквер» и «Сан-Карло», также дважды приглашалась в Эборн-оперу, где спела Кармен, Зибель в «Фаусте» и Сузуки в «Мадам Баттерфляй». В 1913 году, по очереди с Флоренсом Уикхемом, исполняла мужскую партию Алана из Лощины в комической опере Реджинальда Де Ковена и Гарри Би Смита «Робин Гуд».
Завершив оперную карьеру, Ле Барон поселилась в Линкольне, штат Небраска, где открыла вокальную школу. Скончалась 11 февраля 1918 года, после продолжительной болезни.
У Ле Барон был один сын Эрнест Гилмор (или Гиллмор), за отца которого она вышла замуж в раннем возрасте. На момент смерти своей матери Эрнест служил на борту миноносца ВМС США.